# سیفروفی پولسات
سیفروفی پولسات (انگلیسی: Cyfrowy Polsat) شرکت مخابرات لهستانی است، که در سال ۱۹۹۹ توسط زیگموند سلورز-زک تأسیس شد.